# Erik Eriksson (narciarz)
Erik Eriksson (ur. 4 maja 1980) – szwedzki biegacz narciarski, zawodnik klubu IFK Mora.

## Kariera
Po raz pierwszy na arenie międzynarodowej Erik Eriksson pojawił się 29 grudnia 2001 roku w zawodach FIS Race w szwedzkiej miejscowości Garphyttan, gdzie zajął 42. miejsce w biegu na 10 km techniką dowolną. W Pucharze Świata zadebiutował 25 stycznia 2004 roku w Val di Fiemme, zajmując 35. miejsce na dystansie 70 km klasykiem. Pierwsze pucharowe punkty zdobył ponad dwa lata później - 5 marca 2006 roku zajmując siedemnaste miejsce w biegu na 90 km stylem klasycznym. Były to jego jedyne punkty w Pucharze Świata, wobec czego w klasyfikacji generalnej został uwzględniony tylko raz, w sezonie 2005/2006 zajął ostatecznie 126. miejsce. Startował także w zawodach FIS Marathon Cup, w których raz stanął na podium - 1 marca 2009 roku zajął trzecie miejsce w szwedzkim Vasaloppet. W zawodach tych wyprzedzili go jedynie jego rodacy: Daniel Tynell i Oskar Svärd. W klasyfikacji generalnej najlepiej wypadł w sezonie 2007/2008, który ukończył na czternastej pozycji. Nigdy nie startował na mistrzostwach świata ani igrzyskach olimpijskich. W 2010 roku zakończył karierę.

## Osiągnięcia

### Puchar Świata

#### Miejsca w klasyfikacji generalnej
- sezon 2005/2006: 126.

#### Miejsca na podium w zawodach chronologicznie
Eriksson  nigdy nie stał na podium indywidualnych zawodów Pucharu Świata.

### FIS Marathon Cup

#### Miejsca w klasyfikacji generalnej
- sezon 2001/2002: 48.
- sezon 2002/2003: 23.
- sezon 2004/2005: 24.
- sezon 2005/2006: 37.
- sezon 2006/2007: 19.
- sezon 2007/2008: 14.
- sezon 2008/2009: 31.
- sezon 2009/2010: 54.

#### Miejsca na podium
| Nr | Dzień   | Rok  | Zawody     | Dystans                 | Czas biegu  | Strata  | Pozycja | Zwycięzca     |
| -- | ------- | ---- | ---------- | ----------------------- | ----------- | ------- | ------- | ------------- |
| 1. | 1 marca | 2009 | Vasaloppet | 90 km stylem klasycznym | 4:10:55,0 h | +38,0 s | 3.      | Daniel Tynell |